# Aedes gutzevichi
Aedes gutzevichi är en tvåvingeart som beskrevs av Dubitsky och Deshevykh 1978. Aedes gutzevichi ingår i släktet Aedes och familjen stickmyggor.
Artens utbredningsområde är Kazakstan. Inga underarter finns listade i Catalogue of Life.